# Blood Money (Mobb Deep)
Blood Money è il settimo album del duo hip-hop Mobb Deep, uscito in America il 2 maggio 2006. È il primo disco del gruppo ad uscire per G-Unit/Interscope Records. All'interno del disco compaiono artisti della G-Unit come 50 Cent, Lloyd Banks, Tony Yayo, Young Buck e Nyce, come altri protagonisti della scena hip-hop americana, tra cui la cantante R&B Mary J. Blige e Nate Dogg. L'album raggiunse la terza posizione nella Billboard 200 e la prima posizione nella Top R&B/Hip Hop Albums. "Have a Party" compare anche nella colonna sonora di Get Rich or Die Tryin', mentre "Outta Control [Remix]" è una bonus track che si può trovare sulla edizione speciale di The Massacre.

## Tracce
1. Smoke It – 2:57 – Havoc
2. Put Em in Their Place – 4:00 – Havoc, Ky Miller & Sha Money XL
3. Stole Something (featuring Lloyd Banks) – 3:57 – Havoc
4. Creep (featuring 50 Cent) – 4:01 – Havoc
5. Speaking So Freely – 3:11 – Havoc
6. Backstage Pass (featuring 50 Cent) – 3:05 – K-Lassik Beats
7. Give It to Me (featuring Young Buck) – 3:08 – Profile
8. Click Click (featuring Tony Yayo) – 4:25 – Havoc
9. Pearly Gates (featuring 50 Cent) – 4:16 – Exile
10. Capital P, Capital H (featuring Nyce) – 4:15 – Product & Whitton
11. Daydreamin' – 3:15 – Chad Beatz
12. The Infamous (featuring 50 Cent) – 3:53 – The Alchemist
13. In Love With The Moulah – 3:13 – J.R. Rotem
14. It's Alright (featuring 50 Cent & Mary J. Blige) – 4:25 – Havoc
15. Have a Party (bonus track; featuring 50 Cent & Nate Dogg) – 3:56 – Fredwreck

Traccia bonus
1. Outta Control (Remix) (featuring 50 Cent) – 4:07 – Dr. Dre & Mike Elizondo

## Campioni utilizzati
"Click Click" contiene un campione dal tema di Supercar
"Pearly Gates" contiene un campione da "The Judgement Day" dei Tavares